# 哥尔多尼府
哥尔多尼府（Casa di Carlo Goldoni）是一座哥特式风格的历史建筑，剧作家卡洛·哥尔多尼的故居，位于意大利威尼斯圣保罗区，现在是哥尔多尼府和戏剧研究图书馆（Casa di Goldoni e Biblioteca di Studi Teatrali），由威尼斯市政博物馆基金会管理，展出哥尔多尼的生平和作品，以及与威尼斯剧场有关的文物。